# نکوما (کانزاس)
نکوما (به انگلیسی: Nekoma) یک منطقهٔ مسکونی در ایالات متحده آمریکا است که در شهرستان راش، کانزاس واقع شده‌است.